# Palthis mophisalis
Palthis mophisalis är en fjärilsart som beskrevs av Walker 1859. Palthis mophisalis ingår i släktet Palthis och familjen nattflyn. Inga underarter finns listade i Catalogue of Life.